# Маитреја
Маитреја (санскрит) или Метеја (пали) је назив за буду љубави који тек треба да се појави. 
Ово веровање исходи из будистичке теорије о постојању низа буда ("будних") пре Готама Буде који је живео у 6. веку п. н. е. као и доласку других буда након њега. Детаљи Метејиног живота су предсказани у многим будистичким делима (као што је Чакавати-Сиханада сута у Дигха-Никаји, Анагатавамса и Маитрејавјакарана) и у знатној мери се подударају са појединостима везаним за Готамин живот. Будисти сматрају да тај будући Буда сада живи својим натприродним животом у Туситином рају, у свету дева (види: будистичка космологија). Сматра се да је његово лично име Ађита, а Метеја му је име клана, и односи се на корен који означава пријатељство или љубав.
Есхатолошка надања надахнута доктрином о доласку овог будућег буде повремено су доводила до појаве извесних облика месијанизма у будистичким земљама, првенствено Централне Азије и Бурме. Уклесани натпис „Дођи, о Маитрејо, дођи!" пронађен је на стенама по планинама Тибета и Монголије.
На Сри Ланки се долазак следећег Буде очекује као Маитреја, утеловљење љубави према ближњем, под чијим водством избављење треба да буде олакшано. Стога у садашњем "мрачном добу" верници треба мирно да чекају избавитеља, да се вежбају у чињењу добра и одлажу тегобно достизање нирване у овим неповољним временима.